# Epimachus fastosus
El ave del paraíso fastuosa o pico corvo negro (Epimachus fastosus) es una especie de ave paseriforme de la familia Paradisaeidae nativa de Nueva Guinea. El macho de la especie es polígamo y lleva a cabo una exhibición del cortejo para atraer a las hembras. Su dieta consiste principalmente en frutas y artrópodos. El dimorfismo sexual de esta especie es súper fuerte.
Debido a la pérdida continua de hábitat, el pequeño tamaño de la población y a la caza en algunas zonas para alimentación y por las plumas de la cola, está clasificado como vulnerable en la Lista Roja de Especies Amenazadas de la UICN. También está listado en el Apéndice II de la CITES.

## Subespecies
Se reconocen tres subespecies:
- E. f. atratus (Rothschild & Hartert, 1911)
- E. f. fastosus (Hermann, 1783)
- E. f. ultimus Diamond, 1969